# Малајско бодљикаво прасе
Малајско бодљикаво прасе (лат. Hystrix brachyura) је врста глодара из породице бодљикавих прасића Старог света (Hystricidae).

## Распрострањење
Ареал малајског бодљикавог прасета покрива средњи број држава. Врста има станиште у Бангладешу, Индонезији, Кини, Лаосу, Бурми, Вијетнаму, Малезији, Непалу и Тајланду.

## Станиште
Станиште малајског бодљикавог прасета су шуме. Врста је по висини распрострањена од нивоа мора до бар 1.300 метара надморске висине.

## Угроженост
Ова врста није угрожена, и наведена је као последња брига јер има широко распрострањење.